# Molophilus wieseri
Molophilus wieseri là một loài ruồi trong họ Limoniidae. Chúng phân bố ở miền Australasia.